# 石神井郵便局
石神井郵便局（しゃくじいゆうびんきょく）は東京都練馬区にある郵便局。民営化前の分類では集配普通郵便局であった。

## 概要
住所：〒177-8799 東京都練馬区石神井台3-3-7

## 沿革
石神井地域の郵便局としては、1876年（明治9年）4月8日下石神井村211番地（現・下石神井4丁目）に5等郵便局として下石神井郵便局が開局しているが、1887年（明治20年）4月30日に廃止されている。
- 1922年（大正11年）11月11日 - 請願による3等郵便局として開局[3]。局長栗原鉚三[4]（下石神井1315番地・現在の石神井町3丁目20番）[5]。
- 1924年（大正13年）11月16日 - 集配業務を開始[6]。
- 1927年（昭和2年）5月6日 - 電話通話事務を開始[7]。
- 1927年（昭和2年）5月21日 - 電信事務を開始[8]。
- 1927年（昭和2年）9月6日 - 電話交換業務を開始[9]。
- 1937年（昭和12年）11月1日 - 2等局に昇格[10]。なお等級制は昭和16年勅令第95号（1941年2月1日施行）により廃止になった。
- 1947年（昭和22年）11月1日 - 下石神井2丁目1217番地（現・石神井町6丁目1番）に電話分室を設置[5]。
- 1949年（昭和24年）6月1日 - 郵政省・電気通信省発足により電信電話事務を分離。
- 1951年（昭和26年）8月14日 - 下石神井2丁目1301番地（現・石神井公園駅前郵便局）に移転[5]。
- 1956年（昭和31年）12月1日 - 電話通話事務の取扱を開始[11]。
- 1957年（昭和32年）6月1日 - 和文電報受付事務の取扱を開始。
- 1960年（昭和35年）12月1日 - 下石神井2丁目1365番地（現・石神井町2丁目8番）に分室を設置（郵便業務）[5]。
- 1964年（昭和39年）7月27日 - 現在地に新築移転[5]。
- 1999年（平成11年） - 外国通貨の両替および旅行小切手の売買に関する業務取扱を開始。
- 2007年（平成19年）10月1日 - 民営化に伴い、併設された郵便事業石神井支店に一部業務を移管。
- 2012年（平成24年）10月1日 - 日本郵便株式会社の発足に伴い、郵便事業石神井支店を石神井郵便局に統合。
- 2016年（平成28年）2月15日 - ゆうゆう窓口の24時間営業を廃止。

## 取扱内容
- 郵便、印紙、ゆうパック、内容証明
- 貯金、為替、振替、振込、国際送金、外貨両替、国債、投資信託
- 生命保険、バイク自賠責保険、自動車保険、がん保険、引受条件緩和型医療保険
- ゆうちょ銀行ATM
- 練馬区内の一部地域（〒177-xxxx）の集配業務
- ゆうゆう窓口

## 周辺
- 石神井公園
- 石神井警察署
- 東京都立大泉高等学校
- 練馬区立石神井中学校

## アクセス
- 西武池袋線 大泉学園駅から南東へ、もしくは石神井公園駅から西へそれぞれ約1.4km（徒歩約16分）
- 西武バス 石神井郵便局停留所下車
- 関越自動車道 練馬IC、東京外環自動車道 大泉ICから南西へ約2.5km
- 駐車場あり：8台